# Coffea brassii
Coffea brassii är en måreväxtart som först beskrevs av J.-f.Leroy, och fick sitt nu gällande namn av Aaron Paul Davis. Coffea brassii ingår i släktet Coffea och familjen måreväxter. Inga underarter finns listade i Catalogue of Life.